# Semeiavia
Semeiavia (Russisch: Семейавиа) was een Kazachse luchtvaartmaatschappij met haar thuisbasis in Semey.

## Geschiedenis
Semeiavia is opgericht in 1997 na het faillissement van Kazakhstan Airlines. Door een vloot deels bestaand uit Yakolev Yak-40 belandde de maatschappij op de Europese zwarte lijst. De maatschappij nam vervolgens in december 2010 al een Embraer ERJ 145 in dienst overgenomen van het in 2010 gestopte Athens Airways. De maatschappij stopte operaties in juli 2013. In 2016 werd het bedrijf van de Europese zwarte lijst geschrapt.

## Vloot
De vloot van Semeiavia bestond in februari 2007 uit:
- 1 Yakolev Yak-40
- 2 Yakolev Yak-40K